# Kermia alveolata
Kermia alveolata é uma espécie de gastrópode do gênero Kermia, pertencente a família Raphitomidae.